# Lachnocladium subpteruloides
Lachnocladium subpteruloides är en svampart som beskrevs av Henn. 1898. Lachnocladium subpteruloides ingår i släktet Lachnocladium och familjen Lachnocladiaceae.   Inga underarter finns listade i Catalogue of Life.